# Hugh Elles
Sir Hugh Jamieson Elles (27 maggio 1880 – Londra, 11 luglio 1945) è stato un generale inglese.

## Biografia
Nacque nelle Indie britanniche come figlio più giovane del tenente generale Sir Edmond Elles. Studiò al Clifton College e al Royal Military Academy di Woolwich, dopo di che entrò nella Royal Engineers nel giugno 1899. Servì in Sudafrica durante l'ultima parte della seconda guerra boera e poi venne trasferito nel reggimento a Aldershot. Nel 1913 frequentò il Army Staff College a Camberley.

## Prima Guerra Mondiale
Allo scoppio della prima guerra mondiale, fece parte del personale della 4ª Divisione di fanteria. Servì a Le Cateau, per poi partecipare alla ritiro della Senna e alla Prima battaglia dell'Aisne, dove fermò l'avanzata dell'esercito tedesco. Si è poi trasferito a nord con la British Expeditionary Force per le Fiandre, prendendo parte alla battaglia di Armienteres nell'ottobre 1914. Nel febbraio 1915, è stato promosso a brevetto e servì nella Brigata Maggiore con la 10ª Brigata di fanteria. Fu ferito durante il loro contropiede, il 25 aprile 1915, durante la Seconda Battaglia di Ypres.
Nel mese di agosto 1915, è stato uno dei tre agenti appositamente selezionati da Sir William Robertson per mantenere i contatti con le truppe al fronte e trasmettere le informazioni direttamente alla sede generale inglese. Nel gennaio 1916, come maggiore, fu inviato dal generale Haig per indagare sui primi carri armati o "bruchi" in costruzione in Inghilterra. Fu nominato a capo del ramo Heavy (le prime unità corazzate) del Machine Gun Corps in Francia il 29 settembre 1916 al grado temporaneo di colonnello.

## Morte
Dopo la guerra, ha comandato la Tank Corps Training Centre a Bovington (1919-1923) ed è stato Ispettore dei Tank Corps al Ministero della Guerra. Ha poi comandato la 9ª Brigata di fanteria. Nel 1933 comandò la 42ª Divisione per alcuni mesi. Nel mese di aprile 1934, è stato nominato tenente generale. Si ritirò nel 1938 e nei primi anni della seconda guerra mondiale, era il capo della Protezione Civile (giugno 1940). In seguito è stato nominato South West Regional Commissioner con sede a Bristol, che avrebbe preso il comando regionale della resistenza in caso di un'invasione tedesca e dell'occupazione della Gran Bretagna.
Elles è stato sposato tre volte, le prime due mogli morirono prima di lui. Morì a Londra l'11 luglio 1945.